# Carter Bar

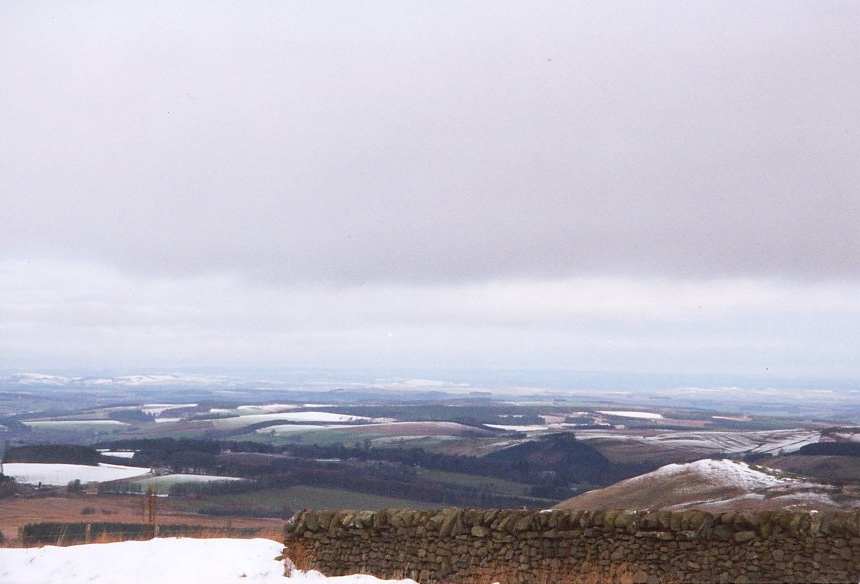
Carter Bar

Carter Bar is de naam van een bergpas die gelegen is op het punt waar de A68 de grens tussen Engeland en Schotland passeert. De pas ligt op ongeveer 60 kilometer van Newcastle upon Tyne aan de Engelse kant. Aan de Schotse zijde splitst de weg zich in een tak naar Jedburgh (ongeveer 20 kilometer) en een tak naar Hawick (ongeveer 25 kilometer). De pas is vanwege de fraaie uitzichten in trek bij toeristen.